# Hans Schick (SS-Mitglied)
Hans Schick (* 22. April 1889 in Eitorf; † 13. Juli 1967 in Wissen) war ein zeitweise exkommunizierter deutscher Priester, Historiker und SS-Sturmbannführer.

## Leben
Hans Schick (auch: Johannes Schick) war der Sohn eines Klempners. Er besuchte die Volksschule in Holland. 1903 oder 1907 trat er in das Kamillianer-Kloster Vaals bei Aachen ein und erhielt eine Ausbildung in Philosophie und Theologie in Roermond. Am 18. März 1913 erhielt er die Priesterweihe. Von 1918 bis 1922 war er im Kamillianerkloster in Essen-Heidhausen tätig. Als Angehöriger des Kamillianer-Ordens war er für die Jugendbildung und soziale Arbeit zuständig. Während seiner Ordenstätigkeit in Essen-Heidhausen wirkte er zeitweise beim Kreuzbündnis mit, in dem er 1919 die Schriftleitung der Monatsschrift Johannisfeuer übernahm.
Von 1922 bis 1925 war er Ordensoberer des Kamillianer-Klosters in Neuss. 1925 trat er aus dem Orden aus. Es folgte eine Tätigkeit als Weltpriester der Erzdiözese Köln. Zwischen 1926 und 1931 war er als Seelsorger und Religionslehrer in Düsseldorf und 1931/32 als Krankenhausseelsorger in Bonn tätig. 1928 bestand er als 38-Jähriger sein Abitur. Am 19. Dezember 1931 promovierte er als Historiker an der Universität Bonn bei Max Braubach.
Am 20. Oktober 1932 trat er aus dem Priesterstand aus. Im Februar 1932 legte er die Staatsprüfung für das Höhere Lehramt ab. Er wurde Referendar am Bonner Beethoven-Gymnasium, betätigte sich als Privatlehrer und wurde am 1. Juni 1933 Lehrer an der Mittelschule in Hoya.
Am 1. April 1933 wurde er Mitglied der NSDAP (Mitgliedsnummer 1.675.565) und war ab 1933 Schulungsleiter in einem SS-Sturm in Hoya (Mitgliedsnummer 229.564). Ab 23. April 1935 war er im Sicherheitsdienst-Hauptamt der SS (SD-HA) beschäftigt und ab 15. Oktober 1936 im SD-Oberabschnitt Süd tätig. Am 1. November 1938 wurde er SS-Untersturmführer.
Ab April 1934 war er, von Reinhard Heydrich angeworben, hauptamtlicher Mitarbeiter des Sicherheitsdienstes des Reichsführers SS. Er war „außerplanmäßiger Abteilungsleiter II 1“, später „Leiter des Referats VII B5“ (Wissenschaftliche Einzeluntersuchungen zu Inlandsproblemen) und des RSHA II C 1 (Kulturforschung). Im Juni 1938 begann Schick im Rahmen der Gegnerbekämpfung als SS-Untersturmführer mit Gehilfen das aus einem ehemaligen Logenhaus in der Eisenacher Straße 12 in Berlin-Wilmersdorf stammende Material auszuwerten. In den Folgemonaten untersuchte das Team um Schick in Berlin das Registrargut katholischer Einrichtungen, um für Heydrichs SD-Hauptamt Belastungsmaterial zu sammeln. Am 25. Juni 1938 wurde der österreichische Chefredakteur der Wiener Tageszeitung Reichspost im Konzentrationslager Dachau von Schick verhört. Am 30. Juni 1938 verhörte Schick den Generaldirektor der Österreichischen Nationalbibliothek Josef Bick, den er dazu aus dem KZ Sachsenhausen in das Gestapo-Gefängnis überführen ließ. In seinem Schlussbericht bat er Heydrich, Bick zu pensionieren oder zu entlassen.
Im Frühjahr 1939 unterstützte Schick als SS-Obersturmführer mit Beamten der Geheimen Staatspolizei den NSDAP-Gauleiter Friedrich Rainer in Salzburg, um Benediktinerklöster in dessen Gauen aufzuheben.
Am 20. April 1941 wurde er SS-Sturmbannführer, sein letzter SS-Dienstgrad.
Im religionspolitischen Diskurs ging Schick in der Frage des Religionsunterrichts über die Vorstellungen von Martin Bormann und Heydrich hinaus, verlangte die Abschaffung des Religionsunterrichts und forderte zudem, die Fächer Ethik und Bibelkunde nicht mehr zuzulassen.
Von 1940 bis 1941 war er Assistent von Franz Six an der Auslandswissenschaftlichen Fakultät in Berlin. 1942 habilitierte er sich an der Universität Straßburg bei Günther Franz über Das ältere Rosenkreuzertum, Ein Beitrag zur Entstehungsgeschichte der Freimaurerei. 1943 wurde er Dozent für Politische Geistesgeschichte an der Auslandwissenschaftlichen Fakultät. Seine Habilitationsschrift ist der nationalsozialistischen Gegnerforschung zuzurechnen, in diesem Fall gerichtet gegen die Freimaurer, und gehörte zu der von Mitarbeitern des Reichssicherheitshauptamtes zwischen 1939 und 1943 verfassten Forschungsbuchreihe Quellen und Darstellungen zur Freimaurerfrage, die auf Auswertungen des von den Nazis konfiszierten Logen-Materials basierte. Schicks als Buch erschienene Habilitationsschrift wurde 1946 in der SBZ auf die Liste der auszusondernden Literatur gesetzt, da sie in deutlicher Form nationalsozialistische Ideologie enthielt.
Nach dem Ende des Zweiten Weltkriegs war er von 1945 bis 1948 interniert. Anschließend arbeitete er als Referent beim Caritasverband des Bistums Köln. 1964 war er in Eitorf ansässig und wieder als Priester eingesetzt.

## Schriften
- Der Reichstag zu Regensburg im Zeitalter des Baseler Friedens 1792–1795, Dillingen a. D.: Schwäb. Verlagsdr., 1931.
- Das ältere Rosenkreuzertum. Ein Beitrag zur Entstehungsgeschichte der Freimaurerei, Berlin: Nordland-Verlag., 1942, Nachdruck: Struckum: Verlag für ganzheitliche Forschung und Kultur 1982